# Таиароа (мыс)
Мыс Таиароа (англ. Taіaroa Head) — мыс в устье залива Отаго (Новая Зеландия). Мыс находится в пределах города Данедин. Ближайшее поселение, Отакоу, находится в 3 км к югу от мыса. На мысе расположен маяк, построенный в 1864 году, и колония северных королевских альбатросов, которая образовалась в 1920-х годах — единственная в мире колония этих птиц на населенном острове. Также на мысе находятся руины старых прибрежных укреплений, основанных примерно 1886 году с целью обороны против возможного нападения русских.
Возле мыса на побережье залива расположен небольшой пляж, Пилотс-Біч, где обитает множество морских животных, включая новозеландских морских львов и котиков. Также на пляже можно увидеть пингвинов, в том числе гнездовые колонии великолепных пингвинов, которые находятся под угрозой исчезновения. Территория колонии альбатросов находится под охраной новозеландского департамента охраны природы как национальный резерв, вход на эту территорию ограничен. Рядом с резервом находится туристический центр.
Мыс назван в честь То Матенга Таиароа (маори: Matenga Taіaroa), который в XIX столетии был вождем маори племени (мви) Нгай-Таху (Ngaі Tahu). На мысе существовало большое поселение маори под названием Пукекура (Pukekura), основанное в 1650 году и покинутое в 1840-х годах.